# 洛布諾湖
56°50′22″N 29°25′53″E / 56.83944°N 29.43139°E
洛布諾湖（俄语：Лобно），是俄羅斯的湖泊，位於該國西北部，由普斯科夫州負責管轄，處於別扎尼齊區，面積1.3平方公里，集水區面積3.6平方公里，平均水深7.8米，最大水深14.4米。